# バスギター
バスギターとは、一般的な大きさのクラシックギター(プライムギター)よりもひと回り大きいギターのことである。そのため、クラシックギターよりも音が低く、完全4度低い調弦をする。
調弦は、6弦からB1・E2・A2・D3・F#3・B3である。19フレットのため最高音はF#5である。
1弦はナイロン製、2～6弦は金属製の弦を張っている。
また、2弦はアルトギターの4弦と同じものを使用する。